# Raoul Grimoin-Sanson
Raoul Grimoin-Sanson, pseudonimo di Raoul Adrien Grimoin (Elbeuf, 7 maggio 1860 – Oissel, 3 novembre 1941), è stato un ingegnere, imprenditore e inventore francese, considerato un pioniere della cinematografia.

## Biografia

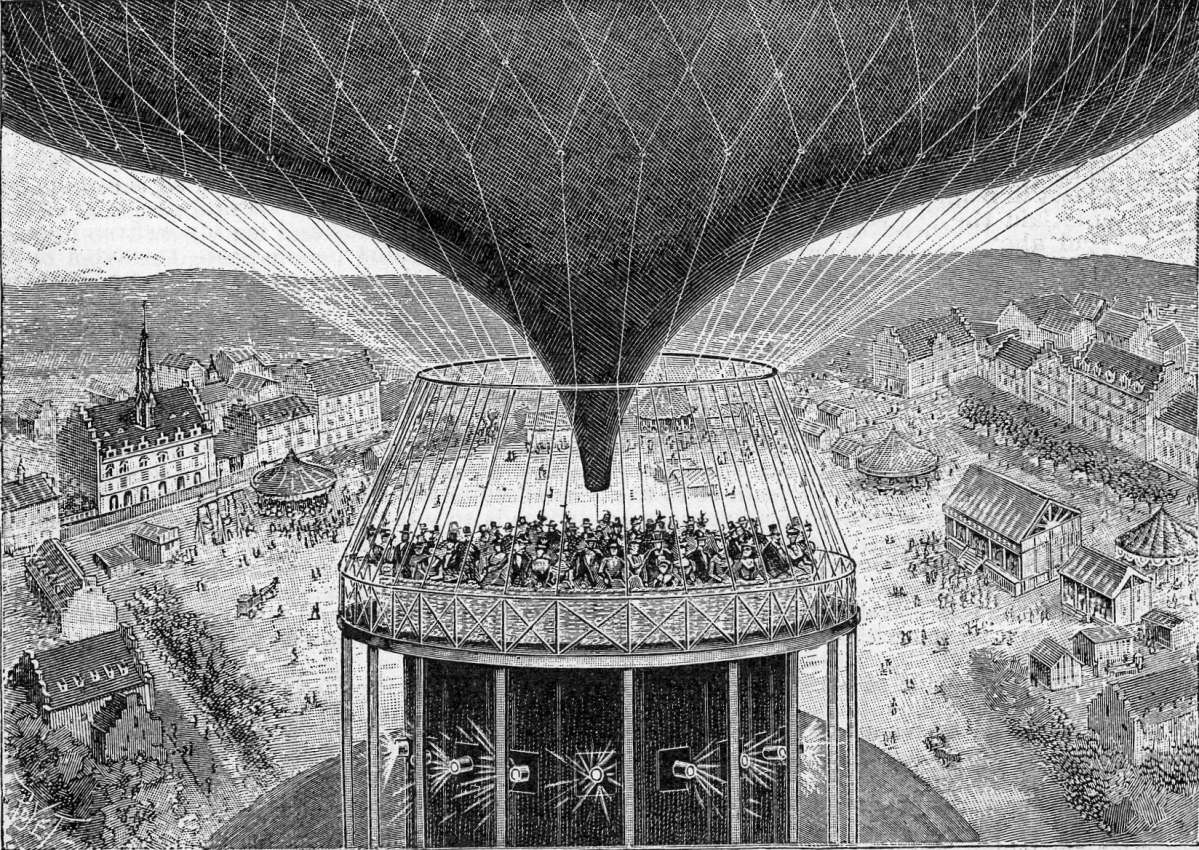
Illustrazione della simulazione del pallone Cineorama, all'Esposizione di Parigi del 1900

Apprese da J. Marey la tecnica della cronofotografia e perfezionò il movimento di trazione della pellicola nelle macchine Lumière, introducendo il meccanismo detto croce di Malta. All'Esposizione Universale di Parigi, nel 1900, mise a punto una serie di dispositivi detti Cinéorama per la proiezione simultanea di più film su uno schermo circolare di 360 gradi.
Con tale sistema, che perfezionato in seguito, divenne la base del circarama, Grimoin riuscì a mostrare, a Parigi e in altre capitali, una ascesa in pallone.
Per una perfetta trazione in sincrono dei diversi brani filmati studiò anche la 'Croce di Malta', un elemento di trasformazione di moto continuo in moto alternato.
È anche autore nel 1924 di un film dedicato a un episodio della Rivoluzione francese, Le Comte de Griolet, girato nel suo castello di Roches a Oissel, vicino a Rouen.
Nel 1928 fu eletto membro corrispondente dell'Académie des sciences, belles-lettres et arts de Rouen.
Raoul Grimoin-Sanson è stato anche consigliere tecnico del Conservatorio nazionale delle arti e dei mestieri, presidente della Società musicale di Oissel, membro della Società degli artisti francesi e membro della Società degli Autori, Compositori ed Editori Musicali (Sacem), come compositore di musica, dal 1880 fino alla sua morte.

## Premi
- Medaglia d'oro all'Esposizione nazionale e coloniale di Rouen (1896);
- Grand prix all'Esposizione di Tunisi (1911);
- Grand prix all'Esposizione di Madrid (1925);
- Grand prix all'Esposizione d'Alençon (1925);
- Grand prix all'Esposizione di Mans (1925).